# Manuel Noriega
Manuel Antonio Noriega Moreno (Panama-Stad, 11 februari 1934 – aldaar, 29 mei 2017) was van 1981 tot 1990 de dictatoriaal heersende leider van Panama, een en ander door middel van stromannen. Zijn eigenlijke functie was hoofd van de Panamese strijdkrachten.

## Levensloop
Noriega klom op in de militaire krijgsmacht onder het bewind van Omar Torrijos. Nadat Torrijos in 1981 bij een vliegtuigongeluk was omgekomen, werd Noriega de feitelijke machthebber in Panama. Noriega maakte Panama tot een centrum voor drugshandel en witwaspraktijken. Aanvankelijk was hij een goede bondgenoot van de Verenigde Staten en leverde hij onder andere hulp in de Amerikaanse oorlog tegen de Sandinisten, maar eind jaren 80 vervreemdden Noriega en de Verenigde Staten zich van elkaar.

### Verenigde Staten

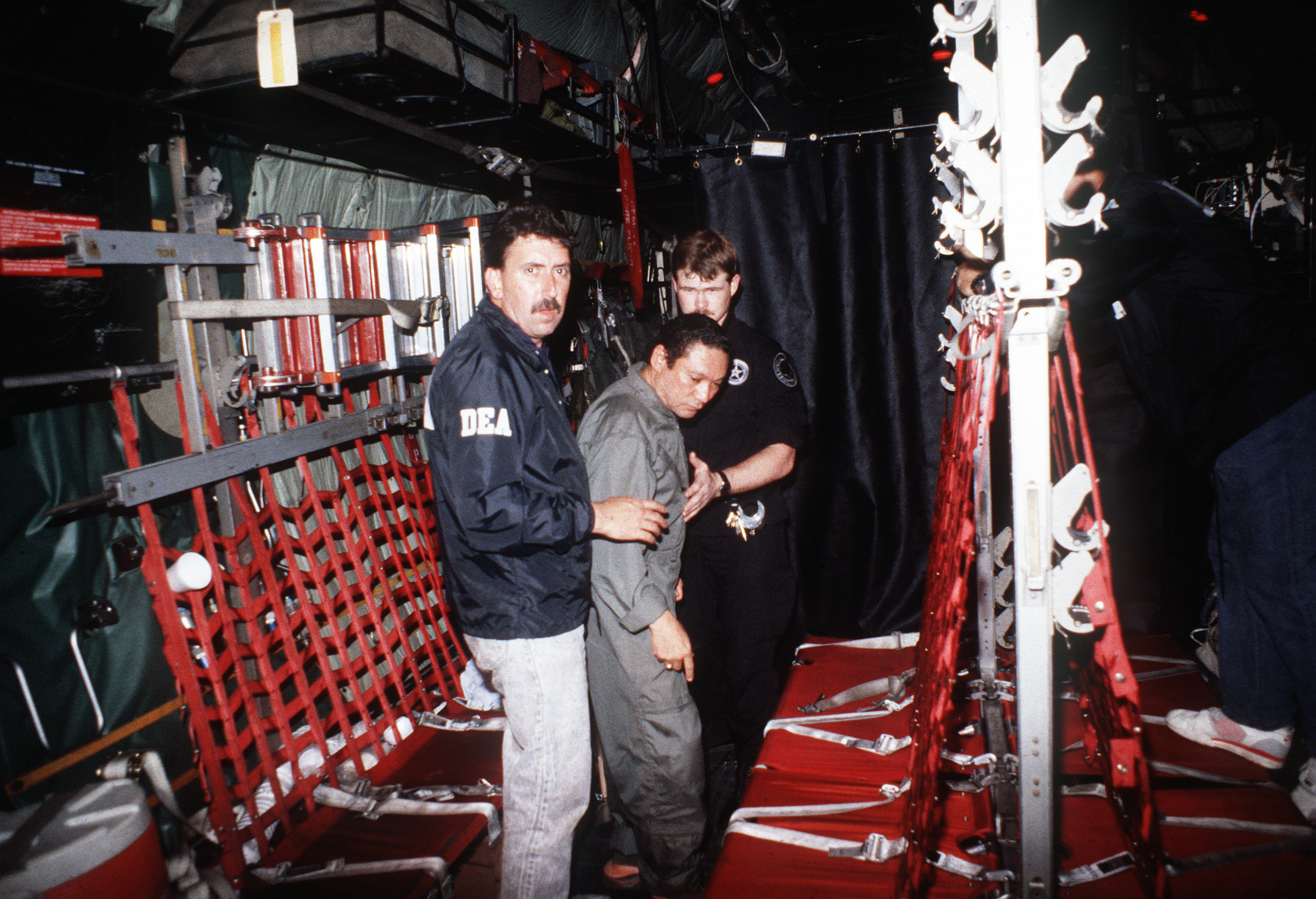
Noriega wordt door agenten van de Amerikaanse DEA overgebracht naar de Verenigde Staten (1990)

Operation Just Cause, de Amerikaanse interventie van 1989, maakte een eind aan zijn macht. Noriega trok zich op kerstavond terug in de nuntiatuur (diplomatieke vertegenwoordiging) van Vaticaanstad, waar hij tien dagen verbleef. Op 3 januari 1990, nadat Amerikaanse troepen hem met harde muziek psychologisch onder druk hadden gezet en Panamezen buiten het gebouw in demonstraties zijn berechting hadden geëist, gaf hij zich 'vrijwillig' over en werd hij overgebracht naar Amerika, waar hij in 1992 in Miami werd veroordeeld tot een celstraf van 40 jaar wegens drugshandel en witwaspraktijken. Later werd zijn straf omgezet in 30 jaar.
De invasie werd door veel landen, waaronder de volledige Organisatie van Amerikaanse Staten (behalve de VS), veroordeeld. De afkeuring werd onder meer gesteund door het argument dat al bekend was dat Noriega lange tijd werd opgeleid in de VS, medewerker was van de CIA en dat hij drugshandelaar was.

### Frankrijk
Het was de bedoeling dat Noriega op 9 september 2007 vervroegd zou worden vrijgelaten, om vervolgens uitgeleverd te worden aan Frankrijk voor berechting inzake het witwassen van zwart geld. De website van het Federaal Bureau van Gevangenissen gaf per 19 november 2007 echter geen datum van invrijheidstelling van gevangene Noriega (ID # 38699-079). Zijn verzoek om terug te kunnen keren naar Panama was door de rechter afgewezen. Hij wilde in Panama zijn naam zuiveren, aangezien hij beschuldigd werd van de moord op majoor Moisés Giroldi en Hugo Spadafora, leden van de oppositie onder zijn bewind.
Noriega werd op 27 april 2010 door de Verenigde Staten op een vliegtuig naar Frankrijk gezet. De Amerikaanse regering keurde zijn uitlevering goed. Noriega had op dat moment in de Verenigde Staten al een gevangenisstraf van zeventien jaar voor drugshandel uitgezeten, maar het Franse gerecht wilde hem nog vervolgen voor het witwassen van geld. Op 7 juli 2010 werd hij daarvoor veroordeeld tot zeven jaar gevangenisstraf.

### Terug naar Panama
Op 11 december 2011 werd Noriega door Frankrijk uitgeleverd aan Panama, waar hij zijn straf mocht uitzitten. In Panama zat hij een straf van twintig jaar uit voor moord op elf politieke tegenstanders. In januari 2017 werd zijn gevangenschap geschorst, zodat hij zich voor kon bereiden op een hersenoperatie. Die operatie leidde tot een hersenbloeding. Op 29 mei 2017 overleed Noriega aan de gevolgen hiervan.

## Computerspel
In het computerspel Call of Duty: Black Ops II speelt Noriega een rol in een missie gebaseerd op Operatie Just Cause, waarbij de speler Noriega gevangen moet nemen. De echte Noriega meende in het spel te worden neergezet als ontvoerder, moordenaar en staatsvijand en klaagde om deze reden spelfabrikant Activision Blizzard aan.